# جيسون إيرلز
جايسون بوب ايرلز (بالإنجليزية: Jason Earles)‏ (26 أبريل 1977)، ممثل أمريكي شارك في برنامج فني فيديوز ومثل في مسلسل هانا مونتانا الشهير بمشاركة مايلي سايروس وإميلي أوسمنت وميتشل موسو وبيلي راي سايروس, وشارك أيضا في الفيلم الكوميدي الفطيرة الأمريكية: معسكر الفرقة, بجانب الممثل الكندي الكوميدي يوجين ليفي.

## وصلات خارجية
- جيسون إيرلز على موقع IMDb (الإنجليزية)
- جيسون إيرلز على موقع روتن توميتوز (الإنجليزية)
- جيسون إيرلز على موقع ألو سيني (الفرنسية)
- جيسون إيرلز على موقع أول موفي (الإنجليزية)
- جيسون إيرلز على موقع قاعدة بيانات الأفلام السويدية (السويدية)
- جيسون إيرلز على موقع إن إن دي بي (الإنجليزية)
- جيسون إيرلز على موقع قاعدة بيانات الفيلم (الإنجليزية)
- جيسون إيرلز على موقع كينوبويسك (الروسية)